# Wiraqucha
Wiraqucha (Schreibung auf Quechua; in spanischer Schreibweise: Viracocha, Huiracocha oder Wiracocha) ist eine andine Schöpfergottheit in menschlicher Gestalt, die vor der spanischen Eroberung von allen Völkern des Kulturareals Zentralanden verehrt wurde und höchste Gottheit der Inka war. Viracocha galt als bärtig. Nach der Viracocha-Sage soll unter Viracochas „religiöser Signatur“ der Bau von Tiwanaku begonnen worden sein. Oft findet sich auch die längere Bezeichnung Ticsiviracocha (T’iqsi Wiraqocha), Con Ticsi Viracocha oder gelegentlich auch Kon-Tiki Viracocha (namensgebend für Thor Heyerdahls Floß). Andere Bezeichnungen sind „der Schöpfer“, Viracochan pachayachicachan, Viracocha Pachayachachi oder Pachayachachic („Lehrmeister der Welt“). Es taucht stellenweise auch der Doppelname Pachakamaq Wiraqucha  (Pachacámac; Pacha heißt „Welt“ oder „Zeit“, kamaq „Schöpfer“, daher „Weltenschöpfer“) auf. Es gibt keine Belege für eine ursprüngliche Identität von Viracocha und dem Weltenschöpfer Pachakamaq. Auch passen sogenannte „Stabgötter“ – frontal-abgebildete menschliche Figuren, die zentrales Element der ikonografischen Reihe der südlichen Anden (Southern Andean Iconographic Series) sind – in mancher Hinsicht nicht gut zu der „Viracocha“- oder „Gott“-Interpretation.

## Etymologie
Der Name Viracocha lässt sich auf Quechua in die Bestandteile Vira („Fett“ oder „Schaum“) und Cocha („See“) zerlegen, wonach Viracocha so viel wie „Schaumsee“ bedeuten würde. Ticsi bedeutet „Ursprung“. Nach Max Uhle sei „Schaumsee“ ein unverständlicher Name, weshalb er darauf hinweist, dass sich Vira auch vom Quechua-Wort huyra („das Ende aller Dinge“) ableiten ließe und man somit für Ticsi Viracocha sinngemäß die Bedeutung „See des Ursprunges und des Endes aller Dinge“ erhielte.

## Genesis
Den Inka-Ursprungsmythen zufolge ist die Sonne, oder in leicht abgewandelten Versionen der Schöpfergott Viracocha, aus der Mitte des heiligen Felsens Titikala hervorgetreten.
Die Schöpfungsgeschichte der Andenwelt handelt von einer wüsten und dunklen Welt (Purunpacha oder Tutayachacha genannt). Der Schöpfer Ticsi Viracocha sei der Erzählung nach in die Gegend von Tiwanaku gewandert und schuf dort Sonne, Mond und Sterne und danach auch die Menschen und alle anderen Lebewesen. Nach einer Sintflut sei die Welt an vier Herrscher verteilt worden. Die Boten Viracochas (ebenso Viracochas genannt) wurden entsandt um allen Völkern ihre Wohnorte zuzuweisen und zwei sollen entsandt worden sein um Bäume, Blüten, Früchte, Kräuter und Flüsse zu benennen. Der Erzählung nach ließ sich Viracocha bei Tiwanaku nieder und zu seinem Ehren wurden die Gebäude der heutigen Ruinenstätte errichtet.

## Stellung im Inka-Pantheon
Das Inka-Pantheon wurde vom Schöpfergott Viracocha geleitet. Unmittelbar auf Viracocha folgte Inti, die Sonne, der mutmaßliche Vorfahre der königlichen Dynastie.

## In der Mythologie der Inka
In der Mythologie der Inka ist Qun Tiksi Wiraqucha (im Huarochirí-Manuskript: Quniraya Wiraqucha) der Schöpfer der Zivilisation und eine der wichtigsten Gottheiten. In einer Legende wird erzählt, dass er mit seiner Frau Mama Qucha (Mutter Meer) einen Sohn hatte, Inti (Sonne), und eine Tochter, Mama Killa (Mond). In dieser Legende wird erzählt, dass die Menschen der zweite Versuch Viracochas waren, Lebewesen zu erschaffen, da er in den dunklen Zeiten zuerst Steinriesen geschaffen hatte. Diese Riesen erwiesen sich jedoch als unbeherrschbar und Viracocha musste sie mit einer großen Flut bestrafen. Der Legende nach kehrten alle bis auf zwei dieser Riesen in ihre ursprüngliche Steinform zurück, und viele von ihnen konnten noch in späteren Zeiten gesehen werden, wie sie über Stätten wie Tiahuanaco oder Tiwanaku und Pukará thronten.
Später erschuf Viracocha Männer und Frauen, aber diesmal aus Ton. Er schenkte ihnen auch Kleidung, Sprache, Landwirtschaft und Künste und schuf dann alle Tiere.
Gemäß einer weiteren Legende schuf er auch die Sonne, den Mond und die Sterne, um damit Licht in die Welt zu bringen. Diese Himmelskörper wurden von den Inseln des Titicacasees aus erschaffen. Nachdem er sein Werk vollendet hatte und zufrieden war, widmete sich Viracocha der Aufgabe, das Wissen der Zivilisation in der Welt zu verbreiten. Zu diesem Zweck verkleidete er sich als Bettler und nahm Namen wie Con Ticci Viracocha (auch Kon-Tiki geschrieben), Atun-Viracocha und Contici Viracocha Pachayachachic an. Auf seinen Reisen wurde er von seinen beiden Söhnen oder Brüdern namens Imaymana Viracocha und Tocapo Viracocha begleitet. Er wurde trotz des Wissens, das er vermittelte, nicht immer gut aufgenommen, und manchmal wurde er sogar mit Steinen beworfen. Er landete in Manta, Ecuador, und machte sich dann auf, die Gewässer des Pazifiks zu überqueren (in einigen Versionen segelt er auf einem Floss), um nach Westen zu gelangen, versprach aber, eines Tages mit den Inkas und an die Stätten ihrer großen Werke zurückzukehren.